# Alfred Greenwood
Alfred Burton Greenwood (Contea di Franklin, 11 luglio 1811 – Bentonville, 4 ottobre 1889) è stato un politico statunitense, rappresentante del Congresso degli Stati Uniti d'America per lo Stato dell'Arkansas dal 1853 al 1859 e Commissario agli Affari Indiani dal 1859 al 1861.

## Biografia
Nato nella Contea di Franklin dello Stato della Georgia, studiò a Lawrenceville per poi laurearsi in giurisprudenza presso l'Università della Georgia; ammesso alla pratica legale nel 1832, si trasferì a Bentonville in Arkansas dove lavorò come avvocato. Eletto alla Camera dei rappresentanti dell'Arkansas nel 1841, lasciò l'incarico nel 1845 per diventare procuratore di Stato e, dal 1851, giudice nelle magistrature locali.
Membro del Partito Democratico, il 4 marzo 1853 fu eletto alla Camera dei Rappresentanti per lo Stato dell'Arkansas, servendo per tre mandati consecutivi fino al 3 marzo 1859. Già presidente del Comitato degli Affari Indiani del Congresso, il 13 maggio 1859 venne nominato Commissario agli Affari Indiani dal presidente James Buchanan, rimanendo in carica fino al 13 aprile 1861; nella sua veste di Commissario, diresse i negoziati che portarono alla stipula del controverso trattato di Fort Wise con le tribù Cheyenne e Arapaho del Colorado orientale.
Dopo lo scoppio della guerra di secessione americana, fu eletto alla Camera dei rappresentanti del Congresso degli Stati Confederati d'America per lo Stato dell'Arkansas, rimanendo in carica fino al suo scioglimento nel 1865. Ritiratosi a vita privata, morì a Bentonville il 4 ottobre 1889; la cittadina di Greenwood in Arkansas e la Contea di Greenwood in Kansas furono intitolate a sua nome.